# Hiroyuki Wakabayashi
Hiroyuki Wakabayashi (若林広幸, Wakabayashi Hiroyuki), né en 1949, est un architecte japonais.

## Biographie
Une de ses premières œuvres notables est une boutique de tsukemono  dans sa ville natale de Kyoto en 1990, suivie du pavillon Humax dans l'arrondissement de Shibuya à Tokyo. Son projet (1995) pour le train express Rapi:t (Nankai série 50000) qui relie la gare de Namba d'Osaka avec l'aéroport international du Kansai remporte le Blue Ribbon Award. Il a également conçu le bâtiment de la gare d'Uji de la compagnie Keihan Electric Railway (1995) et les bureaux du Mainichi Shimbun à Kyoto (1999).
Son travail est exposé internationalement, notamment au Centre canadien d'architecture à Montréal.

## Source de la traduction
- (en) Cet article est partiellement ou en totalité issu de l’article de Wikipédia en anglais intitulé « Hiroyuki Wakabayashi » (voir la liste des auteurs).
- Notices d'autorité :   - VIAF
  - ISNI
  - IdRef
  - LCCN
  - GND
  - Japon
  - WorldCat